# روان‌پزشک (فیلم)
روان‌پزشک (به انگلیسی: Shrink) فیلمی محصول سال ۲۰۰۹ به کارگردانی جونز پتی است. در این فیلم بازیگرانی همچون کوین اسپیسی، سافرون باروز، کیکه پلامر، مارک وبر، گریفین دان، پل جیمز، رابین ویلیامز، جسی پلمونس، رابرت لوگیا، جک هیوستون، دالاس رابرتس، لورا رمزی، اشلی گرین، سیرا مک‌کلین و گور ویدال ایفای نقش کرده‌اند.